# 일국수법
일국수법(一國數法)은 한 나라에 여러개의 법체계가 존재하는 것을 가리킨다. 연방제국가나 식민지, 다민족이나 다종교국가에서 볼 수 있다. 법선택이 필요해지는 경우도 있다.

## 같이 보기
- 관습법
- 세계의 법계
- 법사회학